# 乞伏延祚
乞伏延祚，西秦宗室，陇西鲜卑人，是西秦国王乞伏归的兒子。
431年夏国皇帝赫连定派叔父北平公韦伐率军一万攻打西秦王乞伏暮末据守的南安城。南安城中饥馑，人相食。西秦侍中、征虏将军出连辅政，侍中、右卫将军乞伏延祚，吏部尚书乞伏跋跋等，逃出城去，投降了夏国。